# Ora Vejam Lá (CD/DVD)
Ora Vejam Lá! resultou da gravação ao vivo de um concerto único. As Vozes da Rádio partilharam palco com os seus convidados e amigos Conjunto António Mafra, Sérgio Castro, Newmax e Joaquim Alves e apresentaram o seu álbum de estúdio “Sete e Pico, Oito e Coisa, Nove e Tal”, que tinha sido editado em 2007. 
Ora Vejam Lá foi o primeiro DVD/CD editado pelas Vozes da Rádio e é igualmente o último registo ao vivo do Conjunto António Mafra. Os convidados Sérgio Castro e Newmax também participaram no álbum “Sete e Pico, Oito e Coisa, Nove e Tal”. Joaquim Alves tocou percussões no concerto.
A gravação vídeo e áudio do concerto foi feita pelo Estúdio Casa de Tolos e a pós-edição vídeo e áudio foi da responsabilidade de Segundo Grandio. 
A capa e todo o design são da responsabilidade de Miguel Marafuz
O lançamento foi em Outubro de 2009 e as Vozes da Rádio promoveram o DVD/CD em vários showcases, sobretudo no norte de Portugal. 

## Antes da gravação
As Vozes da Rádio foram convidadas para participar no Festival de Música da Maia e foi-lhes proposto que apresentassem o seu disco de tributo ao Conjunto António Mafra “Sete e Pico, Oito e Coisa, Nove e Tal”. Dessa ideia inicial passou-se rapidamente para algo mais desafiador: partilhar todo o concerto com os célebre conjunto típico do Porto e ainda convidar alguns dos participantes do álbum de 2007 das Vozes. Dois meses antes do concerto as Vozes começaram a ensaiar com os Mafras, juntando os seus arranjos vocais às estruturas instrumentais que o conjunto habitualmente fazia em palco. A estes ensaios juntaram-se depois Joaquim Alves que adicionou várias percussões às músicas e na fase final Sérgio Castro e Newmax que cantaram temas dos Mafras e ainda do seu repertório. 

## Gravação
A gravação vídeo e áudio foi decidida apenas cerca de duas semanas antes do concerto e partiu de uma proposta do agente das Vozes da Rádio na altura, Manuel Leitão, que sempre foi um entusiasta do tributo que as Vozes quiseram prestar aos Mafras com o álbum “Sete e Pico,…”.
Os estúdios galegos Casa de Tolos mostraram-se disponíveis e muito interessados em registar este encontro dos dois grupos do Porto e no dia do concerto deslocaram um camião régie, bem como uma equipa técnica para registar todo o espectáculo. 

## Composição e estilo
Os temas são na maioria da autoria de António Mafra e fizeram parte durante cerca de 5 décadas do repertório do Conjunto. As únicas excepções são Grão-de-bico, Grande e Bom e Canção da Viela - Património Mundial, dois originais das Vozes da Rádio, Binhu Garrafas de Binhu, original dos Trabalhadores do Comércio e Eu Não Sei dos Expensive Soul.   

## Lançamento e recepção
Tendo em conta a natureza deste DVD/CD não houve um lançamento formal do registo. As Vozes da Rádio fizeram vários showcases de divulgação e vários vídeos do espectáculo foram colocados nas redes sociais.
O DVD/CD tem ainda um documentário de título “Ora Vejam Lá Como Foi” da autoria de Carlos Figueiredo e que conta como foi este encontro em palco.

## Curiosidades
- O DVD contém mais temas que o CD. Por motivos legais os temas “Binhu Garrafas de Binhu” e “Eu Não Sei” apenas estão no DVD. Também o tema “Cantinho da Rambóia” não faz parte do CD.

- Neste concerto as Vozes da Rádio, além de cantarem, tocaram cavaquinho e diversas percussões .

- Fernando Figueiredo, habitual viola-baixo do Conjunto Mafra, não pode estar presente no dia do espectáculo tendo sido substituído nessa função por Rui Vilhena das Vozes da Rádio.

- A edição original do DVD/CD foi da responsabilidade da BZD e da Cão d’Água.
- Em Fevereiro de 2017 José Mafra e Jorge Prendas recordaram este concerto e edição posterior no programa Passado e Presente da RTP[5].

- A versão CD de “Ora Vejam Lá!” foi lançada em Fevereiro de 2018 nas plataformas digitais.

## Faixas
| N.º | Título                         | Compositor(es)                   | Duração |  |
| 1.  | "Carrapito da Dona Aurora"     | A. Mafra                         | 6:03    |  |
| 2.  | "Manjerico"                    | A. Mafra                         | 3:36    |  |
| 3.  | "Menina Não Saia Só"           | A. Mafra                         | 3:51    |  |
| 4.  | "Cantinho da Rambóia*"         | A. Mafra                         | 3:42    |  |
| 5.  | "O Carteiro"                   | A. Mafra                         | 3:13    |  |
| 6.  | "Arrebita, Arrebita, Arrebita" | A. Mafra                         | 3:16    |  |
| 7.  | "O Pato da Pena Preta"         | A. Mafra                         | 3:17    |  |
| 8.  | "Aperta o Cordão ó Berta"      | A. Mafra                         | 2:58    |  |
| 9.  | "Grão-de-bico, Grande e Bom"   | J. Prendas, M. Alves             | 2:17    |  |
| 10. | "Chapéu de Palha Faz Sombra"   | A. Mafra                         | 3:34    |  |
| 11. | "Vi-te Picar no Ouriço"        | A. Mafra                         | 4:46    |  |
| 12. | "O Vinho da Clarinha"          | A. Mafra                         | 3:24    |  |
| 13. | "Toda a Noite Repenico"        | A. Mafra                         | 3:00    |  |
| 14. | "Quando Junho Chega"           | A. Mafra                         | 3:19    |  |
| 15. | "Eu passei à Porta Dela"       | A. Mafra                         | 3:17    |  |
| 16. | "Eu Não Sei*"                  | Demo, Newmax                     | 5:05    |  |
| 17. | "Binhu Garrafas de Binhu*"     | S. Castro, J. Santos, A. Azevedo | 5:14    |  |
| 18. | "Canção da Viela"              | J. Prendas, M. Alves             | 3:58    |  |
| 19. | "Ora Vejam Lá!*"               | A. Mafra                         | 4:05    |  |
| 20. | "Sete e Pico"                  | A. Mafra                         | 8:26    |  |
| 21. | "Amores das Beiras"            | A. Mafra                         | 2:40    |  |
| 22. | "Coração com Coração"          | A. Mafra                         | 3:09    |  |
| 23. | "Ora Vejam Lá! Encore"         | A. Mafra                         | 3:54    |  |

- estes temas apenas fazem parte do DVD

## Membros
Banda
- Tiago Oliveira
- Jorge Prendas
- Rui Vilhena
- António Miguel
- Ricardo Fráguas

Músicos convidados e equipe técnica
- Conjunto António Mafra (José Mafra, Manuel Barros, Manuel Campanhã, Porfírio Gomes, António Morais)
- Sérgio Castro - voz
- Newmax - voz
- Joaquim Alves - percussões
- Nuno Oliveira - Som (concerto)
- Pedro Cabral - luz (concerto)
- Casa de Tolos (Segundo Grandio, Pablo Casal, Jorge Rodriguez, Miguel de la Peña, Pedro Telmo Rodriguez, Mónica Camba) - gravação, mistura, masterização, montagem e pós-produção áudio e vídeo.

- Miguel Marafuz - design